# Życie Duchowe
Życie Duchowe – kwartalnik wydawany przez Prowincję Polski Południowej Towarzystwa Jezusowego i Wydawnictwo WAM. Pismo monograficzne o charakterze egzystencjalno-duchowym, skierowane do osób świeckich i duchownych, którym bliska jest troska o własny wewnętrzny rozwój. Podejmuje tematy z zakresu duchowości chrześcijańskiej, teologii, historii duchowości, psychologii, życia społecznego, kultury i sztuki.

## Historia pisma
Pierwszy numer „Życia Duchowego” ukazał się w 1994 r. Inspiracją dla powołania nowego pisma przez Wydawnictwo WAM były rozwijające się dynamicznie w Polsce rekolekcje według metody Ćwiczeń duchownych św. Ignacego Loyoli. W środowisku osób udzielających Ćwiczeń zrodził się pomysł wydawania kwartalnika o charakterze duchowościowym. W zamierzeniu twórców miał on służyć w podtrzymywaniu i rozwijaniu rekolekcyjnego doświadczania osobom, które odprawiły Ćwiczenia. Pierwsze numery były ściśle związane z bezpośrednią działalnością jezuickich ośrodków rekolekcyjnych: Domu Rekolekcyjnego św. Józefa w Czechowicach-Dziedzicach i Centrum Duchowości w Częstochowie. Pismo publikowało wówczas m.in. materiały z Kursów Duchowości Ignacjańskich.
3
Z czasem jednak, pod redakcją pierwszego redaktora naczelnego Stanisława Obirka SJ, Kwartalnik zmienił styl i przekształcił się w swoisty organ międzyreligijnego i kulturowego dialogu. Był to niewątpliwie bardzo ciekawy, twórczy pomysł, bardzo potrzebny w Polsce. Na łamach Kwartalnika wypowiadali się wówczas znakomici autorzy, pisarze, filozofowie, znani dziennikarze, twórcy kultury, m.in.: Zygmunt Bauman, bp Jan Chrapek, Ewa Drzyzga, Agnieszka Holland, Stanisław Lem, Ewa Łętowska, kard. Carlo Maria Martini, Stanisław Musiał SJ, Jan Nowak-Jeziorański, Jan Rokita, Stefan Swieżawski, Jan Turnau, Krzysztof Zanussi. Zagubił się jednak pierwotny zamysł pisma. Tytuł Kwartalnika "Życie Duchowe" nie odpowiadał już publikowanym treściom, stąd też gwałtownie spadła prenumerata, a w konsekwencji i nakład pisma.
W 2001 r. przełożeni Towarzystwa Jezusowego zdecydowali o powrocie do pierwotnego zamysłu pisma, mianując nowego redaktora naczelnego – Józefa Augustyna SJ. Wydawnictwo WAM zmieniło szatę graficzną, zwiększyło objętość stron. Pismo wróciło do swoich korzeni – do inspiracji ignacjańskiej. Publikowane teksty z zakresu teologii, egzegezy biblijnej, psychologii, problematyki społecznej, kultury i sztuki ujmują zagadnienia od strony egzystencjalno-duchowej.
Trzonem każdego numeru jest temat przewodni, któremu poświęca się kilka – kilkanaście artykułów. Cechą charakterystyczną tematów przewodnich jest całościowe spojrzenie na życie ludzkie. Pismo łączy życie duchowe, religijne i moralne z ludzką codziennością: z problemami emocjonalnymi, z zaangażowaniem w rodzinę, Kościół, kulturę, społeczeństwo. Kwartalnik "Życie Duchowe" współpracuje z portalem społecznościowym Prowincji Polski Południowej Towarzystwa Jezusowego Deon.pl, na którym zamieszcza wybrane artykuły z każdego numeru. Od numeru 78, Wiosna 2014, Kwartalnik ukazuje się w nowej szacie graficznej. Redaktorem naczelnym Kwartalnika w latach 2002–2014 był Józef Augustyn SJ, a w latach 2015–2021 Jacek Siepsiak SJ. Od numeru 109/2022 redaktorem naczelnym Kwartalnika jest Stanisław Łucarz SJ. Pismo dostępne jest w sprzedaży zarówno w wersji papierowej, jak też w PDF.

## Stałe działy „Życia Duchowego”
- Temat numeru – obejmuje artykuły na wiodący temat
- Duchowość Ćwiczeń – artykuły o duchowości ignacjańskiej
- Modlitwa i życie – teksty klasyków duchowości, artykuły o modlitwie
- Pomódl się - wprowadzenia do medytacji ignacjańskich
- Misyjne drogi Kościoła – artykuły o misyjnym zaangażowaniu chrześcijan (do 2012 roku)
- Z historii duchowości chrześcijańskiej – artykuły prezentujące wybitne postacie duchowości chrześcijańskiej (od 2012 roku)
- Rozmowy duchowe – wywiady z osobistościami Kościoła, życia społecznego, kulturalnego, politycznego
- Świadectwa – teksty na temat osobistego życia duchowego
- Słowo, obraz, czyn – recenzje filmów, wydarzeń kulturalnych, dzieł sztuki, utworów muzycznych
- Lektury – recenzje książek

## Tematy przewodnie numerów w latach 1995–2012[3]
- 1995
  - Nr 1: Kierownictwo duchowe
  - Nr 2: Ku pełni człowieczeństwa
  - Nr 3: Otwarcie na Boga
  - Nr 4: O cierpieniu
- 1996
  - Nr 5: Kryzys sensu ludzkiego życia
  - Nr 6: Od rygoryzmu do zgody na człowieczą dolę
  - Nr 7: Odmiana serca
  - Nr 8: Spowiedź dzisiaj
- 1997
  - Nr 9: Codzienność duchowości chrześcijańskiej
  - Nr 10: Z ekumenią w XXI wiek
  - Nr 11: Kultura i dusza
  - Nr 12: Świeccy w Kościele
- 1998
  - Nr 13: Ojcostwo
  - Nr 14: Homo viator
  - Nr 15: Życie w Bogu
  - Nr 16: Podróż na Wschód
- 1999
  - Nr 17: W cieniu śmierci
  - Nr 18: Czas przemian
  - Nr 19: Modlitwa młodych
  - Nr 20: Którędy do Światła?
- 2000
  - Nr 21: Chrześcijanin w świecie
  - Nr 22: Nasze korzenie
  - Nr 23: Kościół grzeszników
  - Nr 24: Świadkowie
- 2001
  - Nr 25: Po co dialog?
  - Nr 26: Anawim
  - Nr 27: Duch wieje...
  - Nr 28: Obecność
- 2002
  - Nr 29: Bez miłości byłbym niczym
  - Nr 30: Któż mnie wyzwoli
  - Nr 31: Pójdźcie na miejsce osobne
  - Nr 32: Ubogich zawsze mieć będziecie
- 2003
  - Nr 33: Jak kochamy nasze dzieci
  - Nr 34: Głupstwo krzyża
  - Nr 35: Piękna nowina
  - Nr 36: Spragnieni Ojca
- 2004
  - Nr 37: Sztuka słuchania
  - Nr 38: Smutek i radość
  - Nr 39: Modlitwa w codzienności
  - Nr 40: Jesteście przyjaciółmi
- 2005
  - Nr 41: Doświadczenie mistyczne
  - Nr 42: Duchowość ciała
  - Nr 43: Jan Paweł II
  - Nr 44: Duchowość i sny
- 2006
  - Nr 45: Duchowość kobiety
  - Nr 46: Współczucie
  - Nr 47: Duchowość mężczyzny
  - Nr 48: Kierownictwo duchowe
- 2007
  - Nr 49: Duchowość małżeństwa
  - Nr 50: Walka duchowa
  - Nr 51: Lektura Biblii
  - Nr 52: Zranieni i uzdrowieni w konfesjonale
- 2008
  - Nr 53: Promieniowanie macierzyństwa
  - Nr 54: Promieniowanie dzieciństwa
  - Nr 55: Duchowość singli
  - Nr 56: Dialog międzyreligijny
- 2009
  - Nr 57: Zmęczeni i wypaleni – co dalej?
  - Nr 58: Naśladowanie Jezusa
  - Nr 59: Uczucia w życiu duchowym
  - Nr 60: Duchowość żydowska
- 2010
  - Nr 61: Krzywda i przebaczenie
  - Nr 62: Sztuka modlitwy
  - Nr 63: Kochać samego siebie
  - Nr 64: Między skrupułami a cynizmem
- 2011
  - Nr 65: Nienawiść i miłość
  - Nr 66: Anioły i demony
  - Nr 67: Świat naszych lęków
  - Nr 68: Sztuka przemijania
- 2012
  - Nr 69: Uzdrowienie wewnętrzne
  - Nr 70: To jest Ciało Moje
  - Nr 71: Objawienia prywatne
  - Nr 72: Żyć w radości
- 2013
  - Nr 73: Godność w cierpieniu
  - Nr 74: Ufam Tobie
  - Nr 75: Matka Pięknej Miłości
  - Nr 76: Czystość serca
- 2014
  - Nr 77: Papież Franciszek
  - Nr 78: Święty Jan Paweł II
  - Nr 79: Mądrość naszych snów
  - Nr 80: Jak dobrze się spowiadać
- 2015
  - Nr 81: Ojciec Pio
  - Nr 82: Zranieni i uzdrowieni przez ojca
  - Nr 83: Obrazy bez urazy
  - Nr 84: On i Ona, para chroniona
- 2016
  - Nr 85: Konsekracja bez konserwantów
  - Nr 86: Po co nam Zmartwychwstanie
  - Nr 87: Szabat do odzyskania
  - Nr 88: Miłosierdzie aż do bólu
- 2017
  - Nr 89: Czy kicz nas zbawi?
  - Nr 90: Zły żal
  - Nr 91: Gdy nie ma czasu...
  - Nr 92: Kontemplacja: wyobraźnia a modlitwa
- 2018
  - Nr 93:  Postklerykalizm
  - Nr 94: Wymowne milczenie
  - Nr 95: Od młodości do samodzielności
  - Nr 96: Cyberduchowość
- 2019
  - Nr 97: Słowa wiary godne
  - Nr 98: Duchowość patrioty
  - Nr 99: Poradzić czy zaradzić?
  - Nr 100: Strategia jezuitów
- 2020
  - Nr 101: Kobiecy punkt wierzenia
  - Nr 102: Tęsknota za Schowanym
  - Nr 103: Sumienie sumienia
  - Nr 104: Duch w kwarantannie
- 2021
  - Nr 105: Nie tylko słowo
  - Nr 106: Msza (bez) dotykowa
  - Nr 107: Nawrócenie
  - Nr 108: Niechciane miłosierdzie
- 2022
  - Nr 109: Mistrz czy uwodziciel?
  - Nr 110: Nie bójcie się
  - Nr 111: Wszystko na nowo w Chrystusie
  - Nr 112: Wojna i pomoc
- 2023
  - Nr 113: Szczęśliwy chrześcijanin
  - Nr 114: Duchowość wcielona